# Leonardo Di Lorenzo
Leonardo Di Lorenzo (Buenos Aires, 20 maggio 1981) è un ex calciatore argentino, di ruolo centrocampista.